# Corgatha diploata
Corgatha diploata là một loài bướm đêm trong họ Erebidae.